# Norvégia az 1968. évi téli olimpiai játékokon
Norvégia a franciaországi Grenoble-ban megrendezett 1968. évi téli olimpiai játékok egyik részt vevő nemzete volt. Az országot az olimpián 8 sportágban 65 sportoló képviselte, akik összesen 14 érmet szereztek.

## Érmesek
| Érem  | Versenyző                                                 | Sportág        | Versenyszám                  |
| ----- | --------------------------------------------------------- | -------------- | ---------------------------- |
| Arany | Magnar Solberg                                            | Biatlon        | Férfi 20 km egyéni indításos |
| Arany | Fred Anton Maier                                          | Gyorskorcsolya | Férfi 5000 m                 |
| Arany | Harald Grønningen                                         | Sífutás        | Férfi 15 km                  |
| Arany | Ole Ellefsæter                                            | Sífutás        | Férfi 50 km                  |
| Arany | Odd Martinsen Pål Tyldum Harald Grønningen Ole Ellefsæter | Sífutás        | Férfi 4 × 10 km váltó        |
| Arany | Babben Enger Damon Inger Aufles Berit Mørdre              | Sífutás        | Női 3 × 5 km váltó           |
| Ezüst | Ola Wærhaug Olav Jordet Magnar Solberg Jon Istad          | Biatlon        | Férfi 4 × 7,5 km váltó       |
| Ezüst | Magne Thomassen                                           | Gyorskorcsolya | Férfi 500 m                  |
| Ezüst | Ivar Eriksen                                              | Gyorskorcsolya | Férfi 1500 m                 |
| Ezüst | Fred Anton Maier                                          | Gyorskorcsolya | Férfi 10 000 m               |
| Ezüst | Odd Martinsen                                             | Sífutás        | Férfi 30 km                  |
| Ezüst | Berit Mørdre Lammedal                                     | Sífutás        | Női 10 km                    |
| Bronz | Inger Aufles                                              | Sífutás        | Női 10 km                    |
| Bronz | Lars Grini                                                | Síugrás        | Egyéni, nagysánc             |

## Alpesisí
Férfi
| Versenyző          | Versenyszám      | Selejtező | Selejtező | Selejtező | Selejtező | Döntő         | Döntő         | Döntő    | Döntő    | Döntő         | Döntő         |
| Versenyző          | Versenyszám      | 1. futam  | 1. futam  | 2. futam  | 2. futam  | 1. futam      | 1. futam      | 2. futam | 2. futam | Összesítés    | Összesítés    |
| Versenyző          | Versenyszám      | Idő       | Hely.     | Idő       | Hely.     | Idő           | Hely.         | Idő      | Hely.    | Idő           | Helyezés      |
| ------------------ | ---------------- | --------- | --------- | --------- | --------- | ------------- | ------------- | -------- | -------- | ------------- | ------------- |
| Lasse Hamre        | Lesiklás         |           |           |           |           |               |               |          |          | 2:06,93       | 34.           |
| Lasse Hamre        | Műlesiklás       | 53,33     | 2.        |           |           | 51,84         | 23.           | 52,31    | 18.      | 1:44,15       | 14.*          |
| Håkon Mjøen        | Műlesiklás       | 52,36     | 1.        |           |           | 49,91         | 9.            | kizárták | kizárták | kiesett       | kiesett       |
| Håkon Mjøen        | Óriás-műlesiklás |           |           |           |           | 1:47,63       | 23.           | 1:50,71  | 21.      | 3:38,34       | 19.           |
| Jon Terje Øverland | Lesiklás         |           |           |           |           |               |               |          |          | 2:05,34       | 23.           |
| Jon Terje Øverland | Műlesiklás       | 51,93     | 2.        |           |           | 51,51         | 18.           | 53,37    | 22.      | 1:44,88       | 17.           |
| Jon Terje Øverland | Óriás-műlesiklás |           |           |           |           | 1:49,30       | 32.           | 1:50,27  | 18.      | 3:39,57       | 25.           |
| Bjarne Strand      | Lesiklás         |           |           |           |           |               |               |          |          | 2:03,20       | 17.           |
| Bjarne Strand      | Műlesiklás       | 54,18     | 1.        |           |           | 51,69         | 21.           | 55,69    | 24.      | 1:47,38       | 22.           |
| Bjarne Strand      | Óriás-műlesiklás |           |           |           |           | 1:49,69       | 33.           | 1:51,48  | 32.      | 3:41,17       | 29.           |
| Otto Tschudi       | Lesiklás         |           |           |           |           |               |               |          |          | nem ért célba | nem ért célba |
| Otto Tschudi       | Óriás-műlesiklás |           |           |           |           | nem ért célba | nem ért célba | kiesett  | kiesett  | kiesett       | kiesett       |

Női
| Versenyző          | Versenyszám      | 1. futam | 1. futam | 2. futam      | 2. futam      | Összesítés | Összesítés |
| Versenyző          | Versenyszám      | Idő      | Hely.    | Idő           | Hely.         | Idő        | Helyezés   |
| ------------------ | ---------------- | -------- | -------- | ------------- | ------------- | ---------- | ---------- |
| Dikke Eger-Bergman | Műlesiklás       | 43,50    | 15.      | nem ért célba | nem ért célba | kiesett    | kiesett    |
| Aud Hvammen        | Műlesiklás       | kizárták | kizárták | kiesett       | kiesett       | kiesett    | kiesett    |
| Aud Hvammen        | Óriás-műlesiklás |          |          |               |               | 2:01,30    | 28.        |

* - egy másik versenyzővel azonos eredményt ért el

## Biatlon
| Versenyző                                        | Versenyszám      | Lövőhiba | Időeredmény | Helyezés |
| ------------------------------------------------ | ---------------- | -------- | ----------- | -------- |
| Jon Istad                                        | 20 km egyéni     | 2        | 1:21:43,1   | 11.      |
| Magnar Solberg                                   | 20 km egyéni     | 0        | 1:13:45,9   |          |
| Ragnar Tveiten                                   | 20 km egyéni     | 11       | 1:27:17,4   | 26.      |
| Ola Wærhaug                                      | 20 km egyéni     | 3        | 1:22:12,9   | 13.      |
| Ola Wærhaug Olav Jordet Magnar Solberg Jon Istad | 4 × 7,5 km váltó | 5        | 2:14:50,2   |          |

## Északi összetett
| Versenyző       | Síugrás  | Síugrás  | Síugrás  | Síugrás  | Síugrás  | Síugrás  | Síugrás | Síugrás | Sífutás   | Sífutás | Sífutás | Összesítés | Összesítés |
| Versenyző       | 1. ugrás | 1. ugrás | 2. ugrás | 2. ugrás | 3. ugrás | 3. ugrás | Össz.   | Össz.   | Sífutás   | Sífutás | Sífutás | Összesítés | Összesítés |
| Versenyző       | Távolság | Pont     | Távolság | Pont     | Távolság | Pont     | Pont    | Hely.   | Idő       | Pont    | Hely.   | Pont       | Helyezés   |
| --------------- | -------- | -------- | -------- | -------- | -------- | -------- | ------- | ------- | --------- | ------- | ------- | ---------- | ---------- |
| Gjert Andersen  | 72,5     | 116,2    | 71,5     | (99,4)   | 72,5     | 105,0    | 221,2   | 7.      | 1:00:28,3 | 102,49  | 41.     | 323,69     | 40.        |
| Kåre Olav Berg  | 69,0     | 104,2    | 70,0     | 100,2    | 67,5     | (95,4)   | 204,4   | 15.     | 53:57,8   | 171,20  | 34.     | 375,60     | 28.        |
| Mikkel Dobloug  | 65,5     | (94,6)   | 69,0     | 97,8     | 68,0     | 94,6     | 192,4   | 26.*    | 51:55,8   | 194,82  | 21.     | 387,22     | 21.        |
| Markus Svendsen | 68,0     | (98,6)   | 71,0     | 105,0    | 72,0     | 105,8    | 210,8   | 12.     | 54:19,4   | 167,05  | 35.     | 377,85     | 27.        |

* - egy másik versenyzővel azonos eredményt ért el

## Gyorskorcsolya
Férfi
| Versenyző            | Versenyszám | Eredmény | Helyezés |
| -------------------- | ----------- | -------- | -------- |
| Ivar Eriksen         | 1500 m      | 2:05,0   | *        |
| Roar Grønvold        | 500 m       | 41,1     | 13.*     |
| Per Willy Guttormsen | 5000 m      | 7:27,8   | 4.       |
| Per Willy Guttormsen | 10 000 m    | 15:32,6  | 4.       |
| Arne Herjuaune       | 500 m       | 40,7     | 5.**     |
| Johan Lind           | 500 m       | 42,3     | 29.      |
| Fred Anton Maier     | 5000 m      | 7:22,4   |          |
| Fred Anton Maier     | 10 000 m    | 15:23,9  |          |
| Svein-Erik Stiansen  | 1500 m      | 2:05,5   | 7.       |
| Svein-Erik Stiansen  | 5000 m      | 7:39,6   | 12.      |
| Magne Thomassen      | 500 m       | 40,5     | *        |
| Magne Thomassen      | 1500 m      | 2:05,1   | 4.       |
| Magne Thomassen      | 10 000 m    | 15:44,9  | 7.       |
| Bjørn Tveter         | 1500 m      | 2:05,2   | 5.*      |

Női
| Versenyző              | Versenyszám | Eredmény | Helyezés |
| ---------------------- | ----------- | -------- | -------- |
| Kirsti Biermann        | 500 m       | 46,8     | 8.       |
| Kirsti Biermann        | 1000 m      | 1:35,0   | 9.       |
| Lisbeth Berg           | 500 m       | 47,0     | 11.      |
| Lisbeth Berg           | 1000 m      | 1:36,8   | 13.*     |
| Lisbeth Berg           | 1500 m      | 2:30,7   | 17.      |
| Lisbeth Berg           | 3000 m      | 5:19,6   | 16.      |
| Sigrid Sundby-Dybedahl | 500 m       | 46,7     | 6.*      |
| Sigrid Sundby-Dybedahl | 1000 m      | 1:34,5   | 6.       |
| Sigrid Sundby-Dybedahl | 1500 m      | 2:25,2   | 4.       |
| Sigrid Sundby-Dybedahl | 3000 m      | 5:13,3   | 9.       |

* - egy másik versenyzővel azonos eredményt ért el

** - két másik versenyzővel azonos eredményt ért el

## Jégkorong
| Norvég férfi jégkorongcsapat-játékoskeret                                                              | Norvég férfi jégkorongcsapat-játékoskeret                                                                         | Norvég férfi jégkorongcsapat-játékoskeret                                  |
| --- | --- | -------------------------------------------------------------------------- |
| - Trygve Bergeid - Steinar Bjølbakk - Olav Dalsøren - Tor Gundersen - Svein Haagensen - Bjørn Johansen | - Thor Martinsen - Arne Mikkelsen - Svein Norman Hansen - Per Skjerwen Olsen - Kåre Østensen - Christian Petersen | - Rodney Riise - Georg Smefjell - Terje Steen - Odd Syversen - Terje Thoen |

### Eredmények
Selejtező
| 1968. február 4. | NDK (GDR) | 3 – 1 (2–1, 1–0, 0–0) | Norvégia | Grenoble |

|  |  |  |  |  |
|  |  |  |  |  |
|  |  |  |  |  |
|  |  |  |  |  |

Helyosztó csoportkör
| 1968. február 8. | Franciaország (FRA) | 1 – 4 (1–1, 0–2, 0–1) | Norvégia | Grenoble |

|  |  |  |  |  |
|  |  |  |  |  |
|  |  |  |  |  |
|  |  |  |  |  |

| 1968. február 10. | Norvégia (NOR) | 0 – 4 (0–2, 0–2, 0–0) | Japán | Grenoble |

|  |  |  |  |  |
|  |  |  |  |  |
|  |  |  |  |  |
|  |  |  |  |  |

| 1968. február 12. | Norvégia (NOR) | 5 – 4 (3–1, 2–1, 0–2) | Ausztria | Grenoble |

|  |  |  |  |  |
|  |  |  |  |  |
|  |  |  |  |  |
|  |  |  |  |  |

| 1968. február 14. | Norvégia (NOR) | 4 – 3 (2–2, 1–1, 1–0) | Románia | Grenoble |

|  |  |  |  |  |
|  |  |  |  |  |
|  |  |  |  |  |
|  |  |  |  |  |

| 1968. február 17. | Norvégia (NOR) | 2 – 3 (1–1, 0–0, 1–2) | Jugoszlávia | Grenoble |

|  |  |  |  |  |
|  |  |  |  |  |
|  |  |  |  |  |
|  |  |  |  |  |

Végeredmény
| Csapat        | M | Gy | D | V | G+ | G– | Gk  | P  |
| ------------- | - | -- | - | - | -- | -- | --- | -- |
| Jugoszlávia   | 5 | 5  | 0 | 0 | 33 | 9  | +24 | 10 |
| Japán         | 5 | 4  | 0 | 1 | 27 | 12 | +15 | 8  |
| Norvégia      | 5 | 3  | 0 | 2 | 15 | 15 | 0   | 6  |
| Románia       | 5 | 2  | 0 | 3 | 22 | 23 | –1  | 4  |
| Ausztria      | 5 | 1  | 0 | 4 | 12 | 27 | –15 | 2  |
| Franciaország | 5 | 0  | 0 | 5 | 9  | 32 | –23 | 0  |

| Csapat   | Helyezés |
| -------- | -------- |
| Norvégia | 11.      |

## Sífutás
Férfi
| Versenyző                                                 | Versenyszám     | Eredmény  | Helyezés |
| --------------------------------------------------------- | --------------- | --------- | -------- |
| Gjermund Eggen                                            | 30 km           | 1:43:29,6 | 34.      |
| Ole Ellefsæter                                            | 50 km           | 2:28:45,8 |          |
| Harald Grønningen                                         | 15 km           | 47:54,2   |          |
| Harald Grønningen                                         | 30 km           | 1:38:26,7 | 13.      |
| Reidar Hjermstad                                          | 15 km           | 50:25,7   | 17.      |
| Reidar Hjermstad                                          | 50 km           | 2:31:01,8 | 8.       |
| Odd Martinsen                                             | 15 km           | 48:59,3   | 8.       |
| Odd Martinsen                                             | 30 km           | 1:36:28,9 |          |
| Odd Martinsen                                             | 50 km           | 2:33:51,4 | 18.      |
| Lorns Skjemstad                                           | 30 km           | 1:37:53,4 | 11.      |
| Pål Tyldum                                                | 15 km           | 48:42,0   | 7.       |
| Pål Tyldum                                                | 50 km           | 2:29:26,7 | 4.       |
| Odd Martinsen Pål Tyldum Harald Grønningen Ole Ellefsæter | 4 × 10 km váltó | 2:08:33,5 |          |

Női
| Versenyző                                    | Versenyszám    | Eredmény | Helyezés |
| -------------------------------------------- | -------------- | -------- | -------- |
| Inger Aufles                                 | 5 km           | 16:58,1  | 7.       |
| Inger Aufles                                 | 10 km          | 37:59,9  |          |
| Tone Dahle                                   | 5 km           | 18:09,1  | 28.      |
| Babben Enger-Damon                           | 5 km           | 17:43,3  | 21.      |
| Babben Enger-Damon                           | 10 km          | 38:54,4  | 8.       |
| Katharina Mo-Berge                           | 10 km          | 39:35,4  | 17.      |
| Berit Mørdre                                 | 5 km           | 17:11,9  | 10.      |
| Berit Mørdre                                 | 10 km          | 37:54,6  |          |
| Inger Aufles Babben Enger-Damon Berit Mørdre | 3 × 5 km váltó | 57:30,0  |          |

## Síugrás
| Versenyző         | Versenyszám | 1. ugrás | 1. ugrás | 1. ugrás | 2. ugrás | 2. ugrás | 2. ugrás | Összesítés | Összesítés |
| Versenyző         | Versenyszám | Távolság | Pont     | Hely.    | Távolság | Pont     | Hely.    | Pont       | Helyezés   |
| ----------------- | ----------- | -------- | -------- | -------- | -------- | -------- | -------- | ---------- | ---------- |
| Jo Inge Bjørnebye | Normálsánc  | 73,5     | 101,4    | 26.*     | 67,0     | 89,0     | 39.      | 190,4      | 31.        |
| Lars Grini        | Normálsánc  | 74,5     | 104,5    | 16.      | 73,0     | 101,6    | 6.       | 206,1      | 13.        |
| Lars Grini        | Nagysánc    | 99,0     | 111,5    | 4.       | 93,5     | 102,8    | 6.       | 214,3      |            |
| Jan Olaf Roaldset | Normálsánc  | 73,0     | 99,6     | 31.      | 73,0     | 98,1     | 20.      | 197,7      | 21.        |
| Jan Olaf Roaldset | Nagysánc    | 100,5    | 109,6    | 5.       | 91,5     | 93,0     | 22.      | 202,6      | 13.        |
| Bent Tomtum       | Nagysánc    | 98,5     | 108,3    | 7.       | 95,0     | 103,9    | 4.       | 212,2      | 5.         |
| Bjørn Wirkola     | Normálsánc  | 76,5     | 108,7    | 6.*      | 72,5     | 103,3    | 3.       | 212,0      | 4.         |
| Bjørn Wirkola     | Nagysánc    | 93,0     | 102,1    | 17.      | 87,0     | 87,2     | 28.*     | 189,3      | 23.        |

* - egy másik versenyzővel azonos eredményt ért el

## Szánkó
| Versenyző         | Versenyszám | 1. futam | 1. futam | 2. futam | 2. futam | 3. futam | 3. futam | Összesítés | Összesítés |
| Versenyző         | Versenyszám | Idő      | Hely.    | Idő      | Hely.    | Idő      | Hely.    | Idő        | Helyezés   |
| ----------------- | ----------- | -------- | -------- | -------- | -------- | -------- | -------- | ---------- | ---------- |
| Jan-Axel Strøm    | Férfi egyes | 58,84    | 18.      | 59,26    | 20.      | 59,04    | 20.      | 2:57,14    | 21.        |
| Rolf Greger Strøm | Férfi egyes | 59,04    | 22.      | 59,28    | 21.      | 58,67    | 15.      | 2:56,99    | 19.        |